# Советская улица (Кобрин)
Советская улица (бел. Савецкая вуліца) — улица в Кобрине. Одна из главных городских улиц. Проходит от площади Свободы до западной границы города.

## История
Улица упоминается с XVI века. Самое раннее известное наименование, по ревизии 1563 года — Черевачицкая (по названию деревни Черевачицы). Она являлась западной частью дороги из Пинска на Брест. С направлением на Брест связано следующее историческое название, Брестская. В 1921 году, когда Кобрин находился в составе Польши, была переименована в улицу Легионов в честь формирований польской армии. В 1934 году названа в память об убитом министре Польши Брониславе Перацком. В 1939 году, после включения Западной Белоруссии в СССР, переименована в Советскую.

## Описание
Советская улица проходит на запад, начинаясь от площади Свободы, от перекрёстка с улицей Ленина. К ней примыкают: с севера — улицы Спортивная и Щорса, с юга — улицы Маршала Жукова, Дзержинского, Пушкина, Николаева и другие. Улица заканчивается на границе города, переходя в автомагистраль М1. Нумерация домов — от площади Свободы.

## Примечательные здания и сооружения
Застройка Советской улицы входит в Государственный список историко-культурных ценностей Республики Беларусь (код 113Г000398). Под государственной охраной находятся дома 2, 3, 4, 5, 6, 8, 10, 11, 12, 13, 18, 19, 24, 25, 30, 32, 42, 63, 87, 88, 91, 94, 96, 98, 100, 102, 103, 131, а также отдельно дома 65 и 108.
По нечётной стороне
- № 65 — бывшее здание тюрьмы, построено в 1821 году, историко-культурная ценность (код 113Г000399)[2]

По чётной стороне
- № 108 — бывшее здание почтовой станции, построено в 1846 году, историко-культурная ценность (код 113Г000400)[2]